# Daniel Quitta
Daniel Quitta (* 29. Mai 1975 in Bozen) ist ein ehemaliger italienischer Naturbahnrodler. Er wohnt in St. Ulrich in Gröden und startete im Einsitzer. Quitta nahm von 1999 bis 2006 an Weltcuprennen teil, fuhr siebenmal unter die schnellsten zehn und erreichte im Gesamtweltcup zweimal eine Platzierung in den Top 10. Bei Welt- und Europameisterschaften war sein bestes Resultat ein elfter Platz.

## Karriere
Daniel Quitta nahm nur einmal an internationalen Juniorenmeisterschaften teil: Bei der Junioreneuropameisterschaft 1995 in Saint-Marcel/Fénis belegte er den zwölften Platz. Im Jahr 1999 gelang dem bereits 24-Jährigen schließlich die Aufnahme in den Nationalkader des Italienischen Wintersportverbandes. Fortan kam er im Weltcup zum Einsatz, wo er aber nur in seiner ersten Saison 1999/2000 an allen sechs Rennen teilnahm. In dieser ersten Saison verpasste er mehrmals knapp eine Platzierung unter den besten zehn, nur einmal in Stein an der Enns kam er als Achter in die Top 10. Im Gesamtweltcup erzielte er mit konstanten Ergebnissen den zehnten Platz. Bei der Weltmeisterschaft 2000 in Olang fuhr er auf Rang 13.
Im Winter 2000/2001 nahm Quitta lediglich am letzten Weltcuprennen in Hüttau teil, das er an zwölfter Stelle beendete. Auch bei der Weltmeisterschaft 2001 fehlte er. Die nächste Weltcupsaison begann Quitta mit drei Top-10-Ergebnissen, wobei ein achter Platz im zweiten Rennen von Olang sein bestes Resultat war. In der zweiten Saisonhälfte erzielte er noch zwei zwölfte Plätze, womit er im Gesamtweltcup den neunten Platz und damit sein bestes Gesamtergebnis erreichte. Ähnliche Resultate brachte auch die Saison 2002/2003. In den vier Rennen, an denen er teilnahm, konnte er sich wieder um Rang zehn platzieren, im Gesamtweltcup fiel er jedoch mit einem Rennen weniger auf den 15. Platz zurück. Ebenfalls den 15. Platz erzielte er bei der Europameisterschaft 2002 in Frantschach-Sankt Gertraud und der Weltmeisterschaft 2003 in Železniki.
In den nächsten Jahren nahm Daniel Quitta wieder an weniger Weltcuprennen teil. In der Saison 2003/2004 startete er noch in drei Rennen, kam dabei aber nicht über Platz zwölf hinaus. Bei der Europameisterschaft 2004 in Hüttau wurde er 14. Nur einen Weltcupstart hatte Quitta im Winter 2004/2005. Das Rennen in Latzfons beendete er an elfter Position. Zu Beginn der Saison 2005/2006 bestritt er seine letzten beiden Weltcuprennen und erreichte dabei mit Platz sieben in Longiarü das beste Weltcupergebnis seiner Karriere. Auch bei seinem letzten Großereignis, der Europameisterschaft 2006 in Umhausen, erreichte er als Elfter sein bestes Karriereergebnis bei Titelkämpfen. Während der nächsten zwei Jahre startete Daniel Quitta noch im Interkontinentalcup, wo er in der Saison 2006/2007 mit einem Sieg, einem zweiten und einem vierten Platz den vierten Gesamtrang erreichte. Nach 2008 nahm er an keinen internationalen Wettkämpfen mehr teil.

## Sportliche Erfolge

### Weltmeisterschaften
- Olang 2000: 13. Einsitzer
- Železniki 2003: 15. Einsitzer

### Europameisterschaften
- Frantschach 2002: 15. Einsitzer
- Hüttau 2004: 14. Einsitzer
- Umhausen 2006: 11. Einsitzer

### Junioreneuropameisterschaften
- Saint-Marcel/Fénis 1995: 12. Einsitzer

### Weltcup
- 9. Rang im Einsitzer-Gesamtweltcup in der Saison 2001/2002
- 10. Rang im Einsitzer-Gesamtweltcup in der Saison 1999/2000
- 7 Platzierungen unter den besten zehn